# Vụ án nhà thờ Vinh Sơn
Vụ án nhà thờ Vinh Sơn là một vụ án chống chính quyền Việt Nam sau sự kiện 30 tháng 4 năm 1975 xảy ra tại nhà thờ Vinh Sơn, đường Trần Quốc Toản Sài Gòn (nay là đường 03 tháng 02, Thành phố Hồ Chí Minh) liên quan đến tổ chức Dân quân phục quốc đứng đầu là Nguyễn Việt Hưng, nguyên sĩ quan Quân lực Việt Nam Cộng hòa (theo tài liệu khác thì Nguyễn Việt Hưng chỉ là thượng sĩ), cố vấn là linh mục Nguyễn Hữu Nghị.

## Tổ chức Dân quân phục quốc
Nguyễn Việt Hưng tên thật là Nguyễn Đức Hùng, sinh năm 1942, là trung sĩ Quân lực Việt Nam Cộng Hòa. Nguyễn Việt Hưng đã thành lập tổ chức Dân quân Phục quốc, tập hợp các sĩ quan Quân lực Việt Nam Cộng hòa không trình diện chính quyền mới như trung tá Phạm Văn Hậu, trung tá Trần Kim Định; các linh mục di cư như linh mục Nguyễn Hữu Nghị của nhà thờ An Lạc, linh mục Nguyễn Quang Minh của nhà thờ Vinh Sơn; thành viên các đảng phái và một người mà chính quyền mới cho là CIA là Nguyễn Khắc Chính. Nguyễn Việt Hưng tự phong là thiếu tướng tư lệnh Quân đoàn Biệt kích, kiêm Tổng trấn Sài Gòn - Gia Định. Sau khi tập hợp lực lượng, Nguyễn Việt Hưng đảm nhận vai trò lãnh tụ của tổ chức Dân quân phục quốc và đề cử Nguyễn Khắc Chính làm cố vấn pháp luật, Phạm Văn Mậu làm cố vấn chính trị và phát triển lực lượng. Tổ chức Dân quân Phục quốc ra tuyên ngôn gồm 11 điểm, lấy quốc hiệu là "Cộng hòa Việt Nam", niên hiệu là "Nền Đệ Tam Cộng Hòa", chọn quốc kì, quốc ca, định ra hệ thống chính quyền phục quốc gồm hội đồng quốc chính, hội đồng nội chính với các chức Quốc trưởng, Thủ tướng.
Tổ chức Dân quân phục quốc đã tiến hành in và phát tán truyền đơn khắp các địa bàn Sài Gòn kêu gọi lật đổ chính quyền, tổ chức đài phát thanh, in tiền giả và tổ chức các lực lượng vũ trang. Chỉ trong một thời gian ngắn, tổ chức đã phát triển ở 17 tỉnh, thành phố phía Nam với hàng ngàn người tham gia.

## Trấn áp và kết án
Ngày 22 tháng 12 năm 1975, cơ quan an ninh Việt Nam bắt đầu chiến dịch trấn áp tổ chức Dân quân phục quốc. Ngày 10 tháng 2 năm 1976, Nguyễn Việt Hưng bị bắt.
Theo tác giả Nguyen Van Canh, viết trong sách Vietnam under Communism xuất bản năm 1983, đã có đấu súng diễn ra tại nhà thờ Vinh Sơn vào ngày 13 tháng 2 năm 1976. Sau mười ba giờ đồng hồ với ba nạn nhân thiệt mạng, chính quyền bắt giữ linh mục Nguyễn Quang Minh, chính xứ, cựu trung tá Nhảy dù Nguyễn Ngọc Thiết và luật sư Nguyễn Khắc Chính. Nhà cầm quyền cũng tịch thu lượng vũ khí, máy vô tuyến, các thiết bị làm tiền giả và máy in hiện đại. Máy in này bị cáo buộc là sử dụng để in truyền đơn cho Phong trào Cứu quốc do Ngô Quang Trưởng làm lãnh đạo. Cháu của một người sinh sống tại Nhà xứ thừa nhận chú mình làm đầu mối liên lạc cho linh mục Minh và nhóm cựu sĩ quan Việt Nam Cộng hòa, nhưng người này nhanh chóng được thả ra. Lý do này làm tác giả Nguyen Van Canh nhận định rằng cuộc tấn công nhằm loại bỏ linh mục Minh.
Huy Đức, viết trong sách Bên Thắng Cuộc ghi nhận rằng trong vụ việc, hai linh mục Nguyễn Hữu Nghị, Nguyễn Quang Minh dùng súng và lựu đạn cố thủ trong nhà thờ, bắn chế một cán bộ tên Nguyễn Văn Ràng. Sau khi bao vây được nhà thờ, họ bắt giữ hai linh mục cùng ba người khác.
Từ ngày 13 đến 16 tháng 9 năm 1976, Tòa án Nhân dân Thành phố Hồ Chí Minh đã mở phiên tòa xét xử các thành viên tham gia vụ án với các tội danh: âm mưu lật đổ Chính quyền Nhân dân, phá hoại kinh tế,... và tuyên án tử hình Nguyễn Việt Hưng, linh mục Nguyễn Hữu Nghị và Nguyễn Xuân Hùng; các người khác người khác bị phạt tù từ 3 năm đến chung thân. Nguyễn Khắc Chính bị xử chung thân nhưng nhờ Hội Văn bút Thế giới can thiệp nên được ân xá sau 17 năm tù, sau đó tị nạn chính trị và đoàn tụ với gia đình ở Maryland, Hoa Kỳ.